# Weimaraner

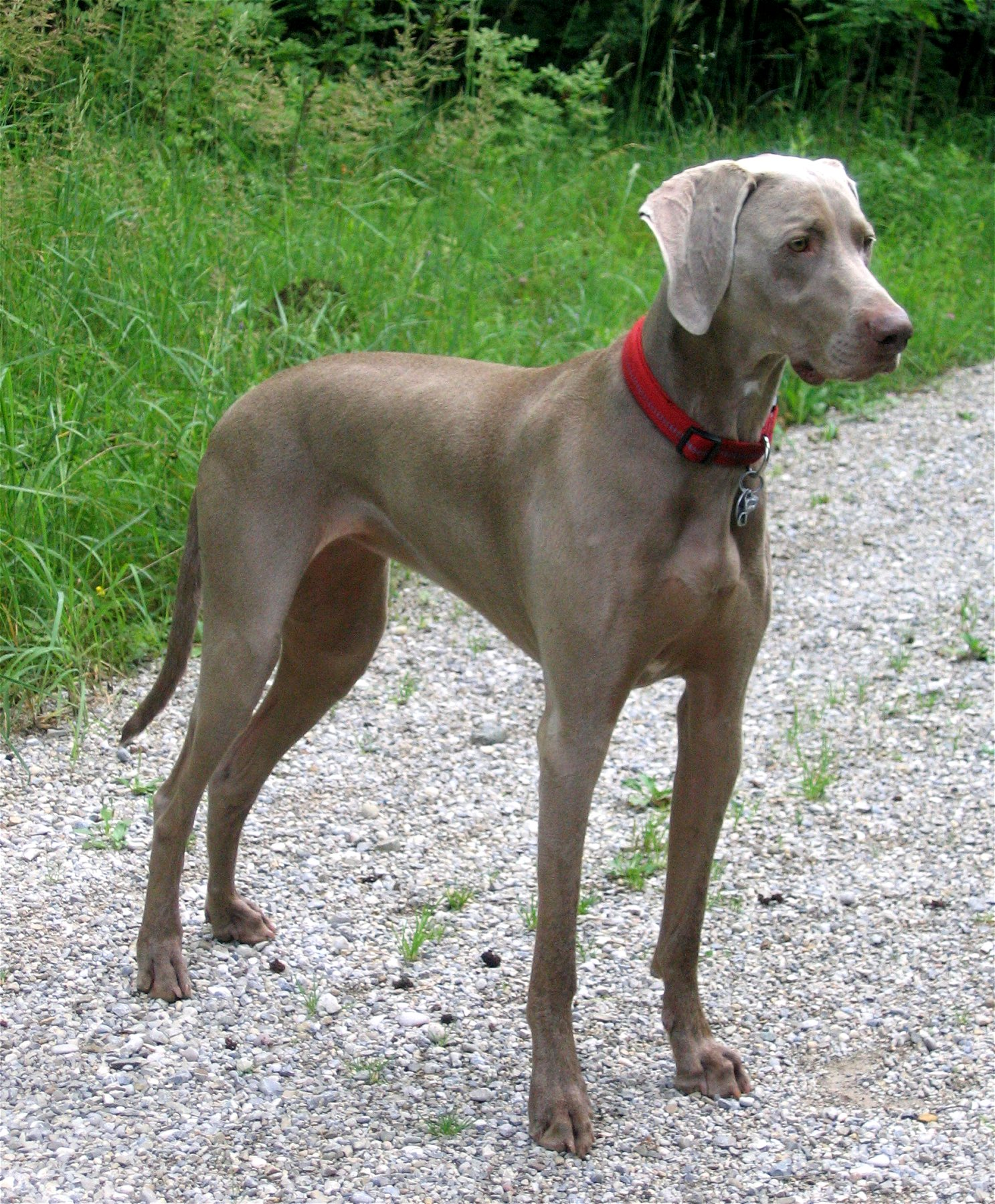
Weimaraner, lông ngắn

Weimaraner là một loại chó săn thuộc dòng chó tha mồi có nguồn gốc từ nước Đức. Trước kia chúng dùng để săn các con thú lớn như săn lợn rừng, săn gấu và săn hươu, sau đó chúng được dùng để săn thỏ, bắt chuột và săn cáo.
Weimaraner xuất xứ từ Đức, châu Âu, hiện đã được nuôi rất phổ biến ở Hoa Kỳ và Úc, Chúng thuộc nhóm chó săn, thể thao với bản tính dễ dạy, trung thành. Giống chó này từ lâu nay được quan tâm rất nhiều và chúng phát triển nhanh. Chúng phát xuất từ Đức quốc vào cuối thế kỷ trước. Câu lạc bộ chăn nuôi của Đức rất khắt khe về tiêu chuẩn và chỉ cho phối giống với loài chó tốt hơn.

## Đặc điểm
Chúng có dáng cao gọn (cao từ 64–69 cm, nặng từ 22,5–27 kg, có những con từ Trọng lượng: 31,8-38,6 kg) và chiếc đuôi cộc tự nhiên rất ngộ nghĩnh. Loại lông chúng trơn láng với màu sắc sám bạc. Ngoại hình có màu tỏi hoặc xám óng ánh bạc của chúng làm cho người ta ưa thích. Lông của chúng không cần chải chuốt nhiều. Cũng có khi ở một vài lứa chó có con nào đó có đột nhiên mọc dài hơn.
Những con như vậy thật bất thường nhưng chúng đã phát huy một gốc tích nào đó của giống Weimaraner thuần chủng về phương diện khí chất. Bộ lông cực ngắn, mịn, màu lông và mắt khá đặc biệt:long màu xám sáng nhạt, hoặc màu ánh bạc cặp mắt xanh da trời hoặc màu hổ phách (vàng xẫm) trong sáng thông minh, Weimaraner có biệt danh Con Ma Xám (Grey Ghost) chỉ sự kỳ lạ của loại màu này. Tất nhiên có cả Weimaraner lông hơi dài, đuôi dài, màu vàng tuy không nhiều.

## Tập tính
Bản chất của chúng rất thích hoạt động. Mỗi ngày phải cho chúng chạy nhiều. Chúng tỏ ra rất dễ dạy và cũng là những người bạn đồng hành tốt, trung thành. Chúng có đặc tính dũng cảm, nhanh nhẹn, rất thân thiện với con người, có thể dễ dàng huấn luyện. Yêu và thích gần gũi thiên nhiên, giống chó Weimaraner có thể sống cả ngày hoặc đêm ngoài trời lạnh một cách hoang dã, nhưng khi sống trong nhà với người như chẳng có gì phiền toái, vẫn âu yếm.